# Viera Klimková
Viera Klimková (* 11. August 1957 in Spišská Nová Ves als Vera Leskovjanská) ist eine ehemalige tschechoslowakische Skilangläuferin.

## Werdegang
Klimková, die für den CH Štrbské Pleso startete, lief im März 1979 in Štrbské Pleso über 20 km erstmals im inoffiziellen Skilanglauf-Weltcup und belegte dabei den siebten Platz. Im Februar 1984 nahm sie an den Olympischen Winterspielen in Sarajevo teil. Dabei errang sie den 24. Platz über 20 km. Im folgenden Jahr wurde sie bei den Weltmeisterschaften in Seefeld in Tirol Zehnte über 20 km, Neunte über 10 km und Sechste über 5 km. Zudem lief sie dort zusammen mit Dagmar Švubová, Alžbeta Havrančíková und Gabriela Svobodová auf den fünften Platz in der Staffel. Im Februar 1985 erreichte sie in Nové Město mit dem dritten Platz über 5 km ihre einzige Podestplatzierung im Weltcupeinzel und zum Saisonende der Saison 1984/85 mit dem 17. Platz im Gesamtweltcup ihr bestes Gesamtergebnis. Im Dezember 1986 errang sie in Cogne den zweiten Platz mit der Staffel. Bei den Weltmeisterschaften 1987 in Oberstdorf belegte sie den 18. Platz über 10 km klassisch und den neunten Rang mit der Staffel. In ihrer letzten aktiven Saison kam sie bei den Olympischen Winterspielen 1988 in Calgary auf den 35. Platz über 10 km klassisch, auf den 22. Rang über 5 km klassisch und auf den 17. Platz über 20 km Freistil. Zudem errang sie dort zusammen mit Ľubomíra Balážová, Ivana Rádlová und Alžběta Havrančíková den siebten Platz in der Staffel.
Bei den tschechoslowakischen Meisterschaften siegte Klimková jeweils zweimal über 10 km (1985, 1987) und mit der Staffel von CH Štrbské Pleso (1985, 1988) und einmal über 20 km (1987).

## Teilnahmen an Weltmeisterschaften und Olympischen Winterspielen

### Olympische Spiele
- 1984 Sarajevo: 24. Platz 20 km
- 1988 Calgary: 7. Platz Staffel, 17. Platz 20 km Freistil, 22. Platz 5 km klassisch, 35. Platz 10 km klassisch

### Nordische Skiweltmeisterschaften
- 1985 Seefeld in Tirol: 5. Platz Staffel, 6. Platz 5 km, 9. Platz 10 km, 10. Platz 20 km
- 1987 Oberstdorf: 9. Platz Staffel, 18. Platz 10 km klassisch

## Weltcup-Gesamtplatzierungen
| Saison  | Platz | Punkte |
| ------- | ----- | ------ |
| 1981/82 | 61.   | 3      |
| 1982/83 | 49.   | 2      |
| 1983/84 | 38.   | 9      |
| 1984/85 | 17.   | 42     |
| 1985/86 | -     | -      |
| 1986/87 | 41.   | 6      |
| 1987/88 | 39.   | 9      |